# Монторио Романо
Монто̀рио Рома̀но (на италиански: Montorio Romano) е село и община в Централна Италия, провинция Рим, регион Лацио. Разположено е на 575 m надморска височина. Населението на общината е 2035 души (към 2010 г.).